# Терцдецимакорд

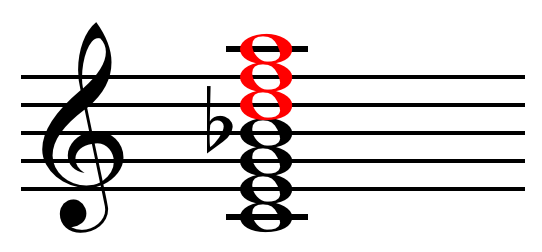
Домінантовий терцдецимакорд: CEGB ♭ DFA. Кольором виділено ноти за септимою.

Терцдецимакорд — акорд, що складається з шести сполучених терцій, причому остання знаходиться над ундецимою ундецимакорду. Найбільше поширений у джазовій музиці. Терцдецимакорд як правило розглядають в основному вигляді, тоді як обернення цього акорду призводять до втрати його характерності або плутанини з іншими акордами.
На думку Волтер Пістона, «справжній тринадцятий акорд, отриманий шляхом суперпозиції терцій, є рідкісним явищем навіть у музиці XX століття». Це може бути пов'язано як з традиціями чотириголосного складу класичної гармонії, так і технічними обмеженнями інструментального виконавства, наприклад «щоб зробити акорд більш зручним для гри [на гітарі ], у терцдецимакордах часто пропускають квінту та нону».

## Домінантовий терцдецимакорд

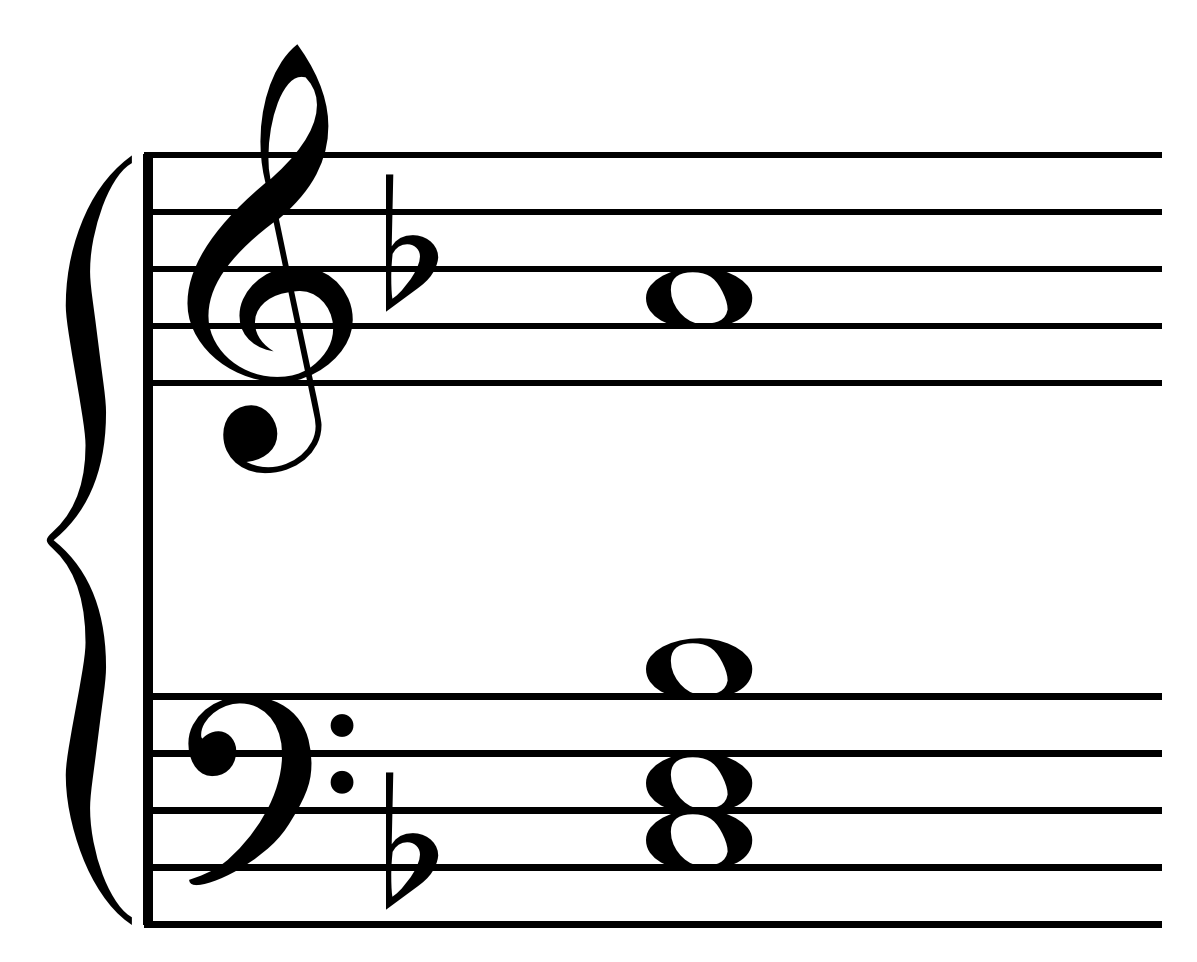
Терцдецимакорд у чотириголосному складі

Найчастіше терцдецимакорд береться у домінантовій функії (D 13). Я мажорі терцдецимакорд матиме велику терцдециму, тоді як в мінорі — малу. У чотириголосному написанні терцдецимакод має лише основний тон, терцію, септиму і терцдециму, тоді як квінта, нона і ундецима — пропускаються Playⓘ. Терція вказує на нахил акорду — мажор або мінор, септима важлива для якості домінантової функції акорду, а власне терцдецима є характерною для терцдецимакорду.

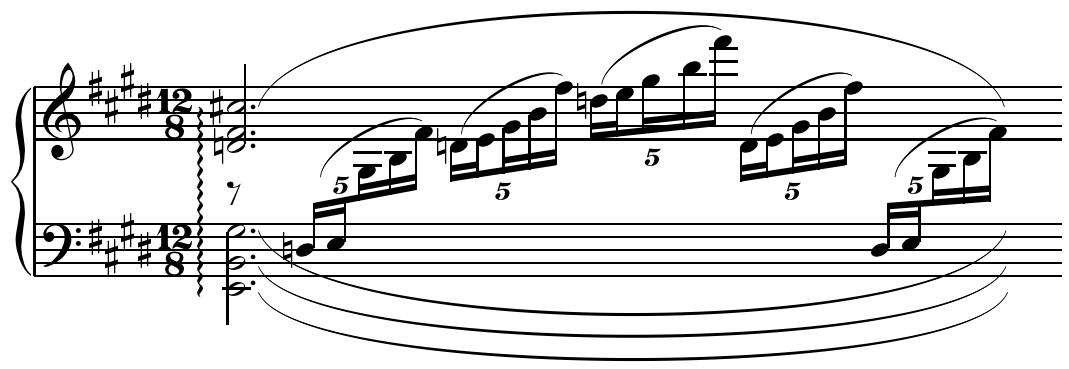
Домінантовий терцдецимакорд у прелюдії «Пополудень фавна» Клода Дебюссі (1894)

Характерне звучання терцдецимакорду надає дисонанс між бемольною септимою терцдецимою, інтервал великої септими.

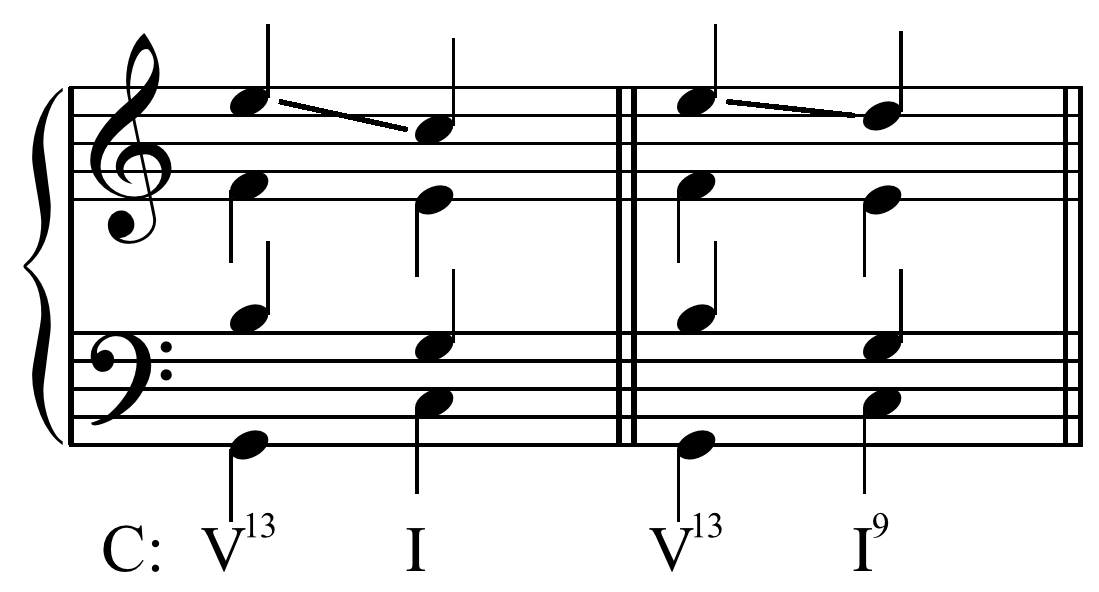
Класичне розв'язання терцдецимакорду в тоніку.

В класичній гармонії терцдецима поміщається в сопрановому голосі і розв'язується в тоніку ходом вниз на терцію. У джазі D13 може бути розв'язаний в тонічний нонакорд, тоді сопрановий голос розв'язується в нону.

## Інші терцдецимакорди
Терцдецимакорд може переходити і в інший дисонуючий акорд, як в наступному прикладі:

Чергування мажорних і зменшених 13-акордів у «залізничній звучності» з mm.1–4 All Points West (1937) Роджерса і Харта.

Рідше 13-й акорд може будуватися на інших ступенях, на тоніці чи субдомінанті. В цьому випадку утворюється терцдецимакорд з великою септимою («великий»)

Закінчення п'єси " I Found a New Baby " Ленні Трістано (1946) великим 13-акордом у лідійському ладу.

І у великих і, особливо, у домінантових терцдецимакордах ундецима зазвичай опускається через утворення півтону з терцієвим тоном.

Каденція в тактах 5–8 «Ноктюрну Норін» Оскара Петерсона (транскрибована Брентом Едстромом) включає 13-акорд, а також розкриває різницю між складеними та простими інтервалами: терцдецимою і доданою секстою відповідно.

## Обернення

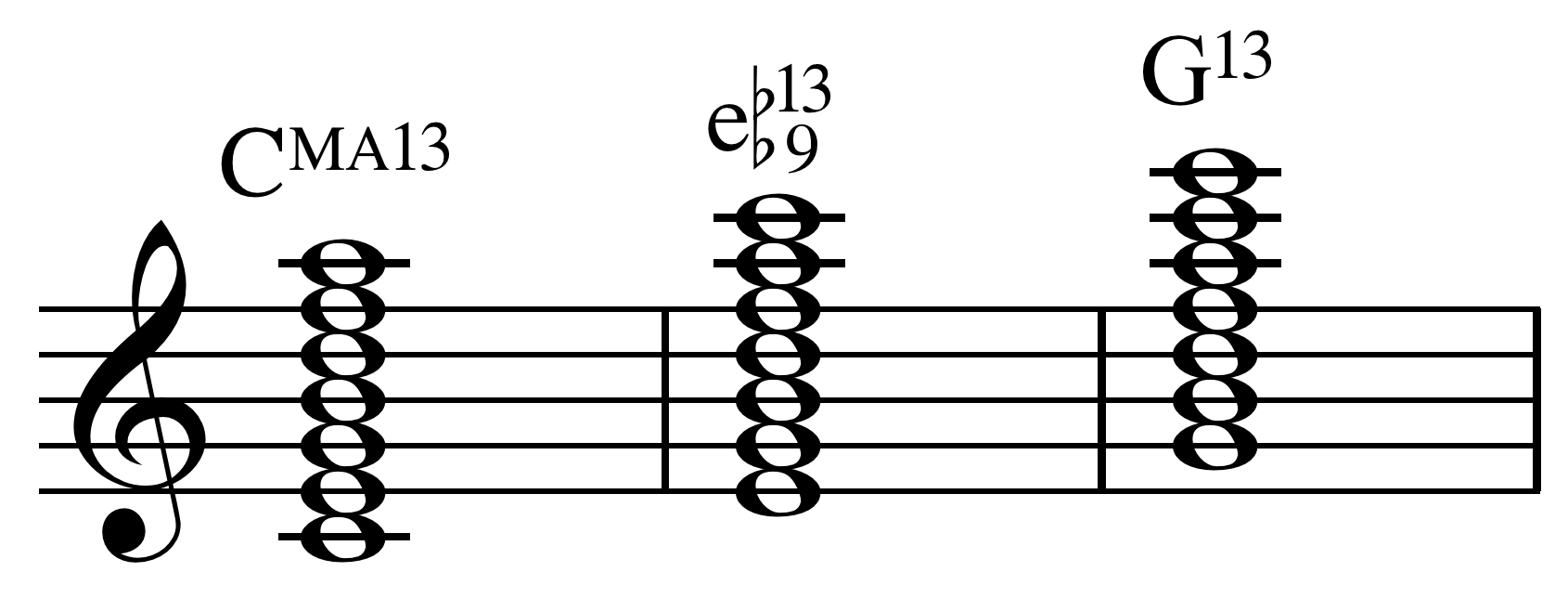
CM ^{13}, перше обернення = Em ^{13 ♭ 9}, 2-а обенення = G ^{13}.. ...

Обернення повного терцдецимакорду, включаючи всі сім нот, також утворюють терцдецимакорди, проте застосовуються рідко.

## Галерея

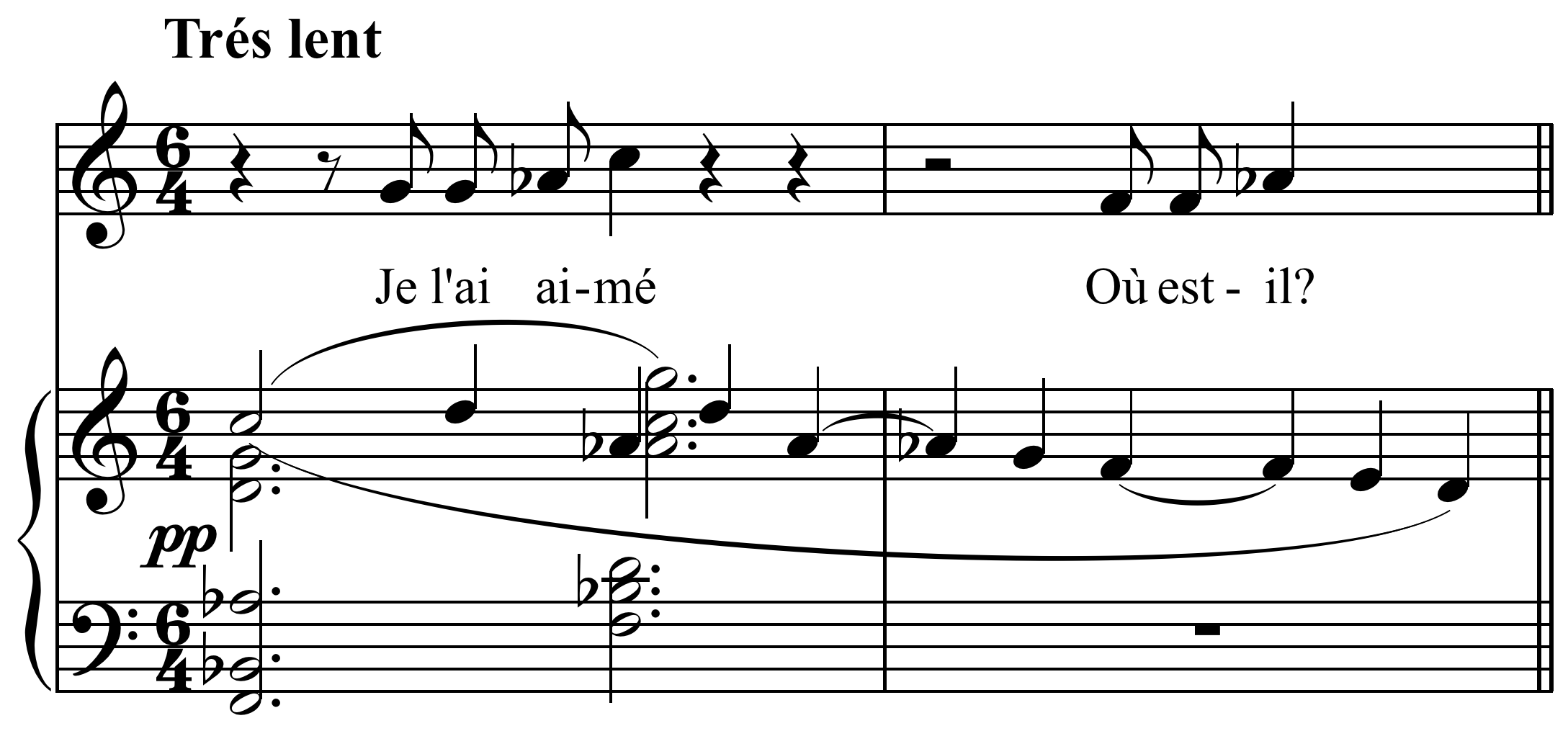
Мотив на початку опери «Пеллеас і Мелізанда» К, Дебюссі, а також пізніше, коли Ґоло запитує, чи вона колись любила Пеллеаса, починається з нонакорду, до якого додається терцдецима, утворюючи 13-акорд в другому оберненні, при цьому нижні голоси утворюють «теплу» кварту.

Прохідні терцдецимакорди із «Музики у дванадцяти частинах» Філіпа Ґласса

Існує велика різноманітність тринадцятакордів, що відрізняються інтервальною структурою:

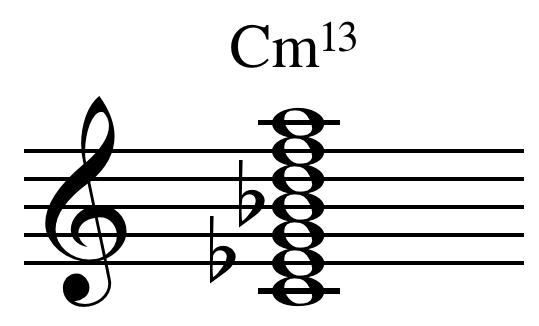
Терцдецимакорд заснований на мажорному тризвуці[14] Playⓘ
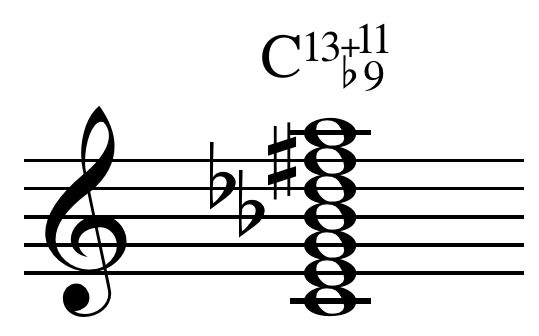
Терцдецимакорд з низькою ноною[14] Playⓘ
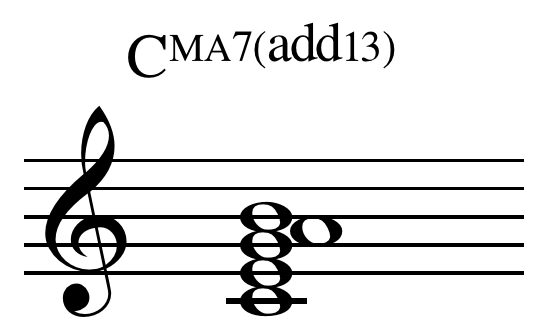
[15] Playⓘ
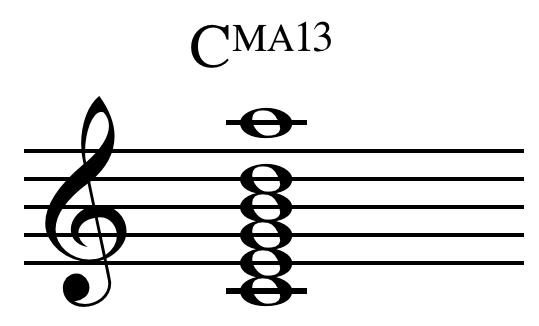
[15] Playⓘ
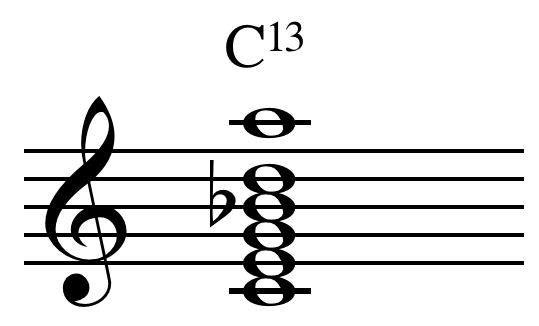
[15] Playⓘ
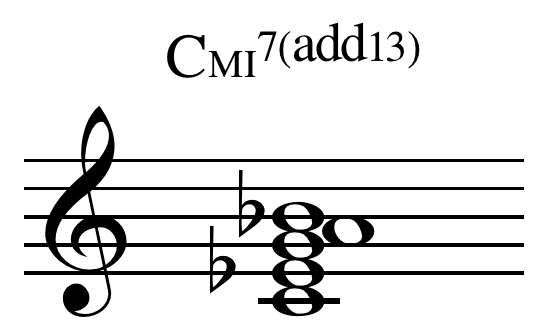
[15] Playⓘ
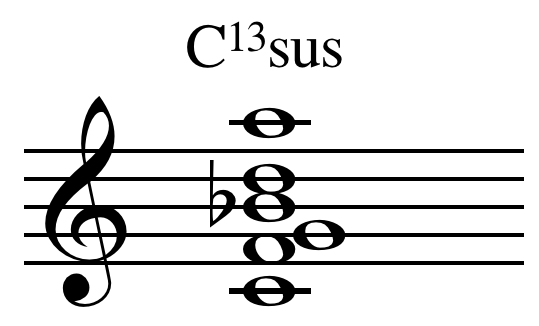
[15] Playⓘ
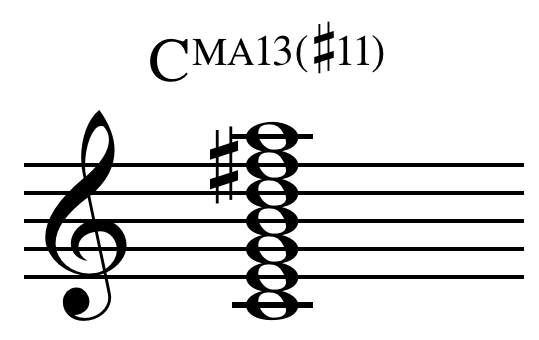
[15] Playⓘ
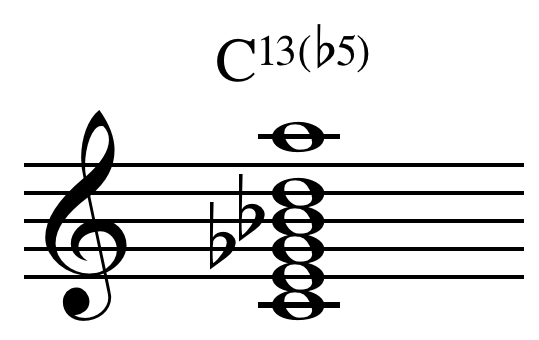
[15] Playⓘ
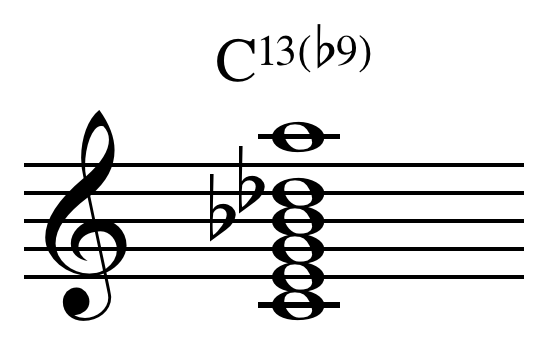
[15] Playⓘ
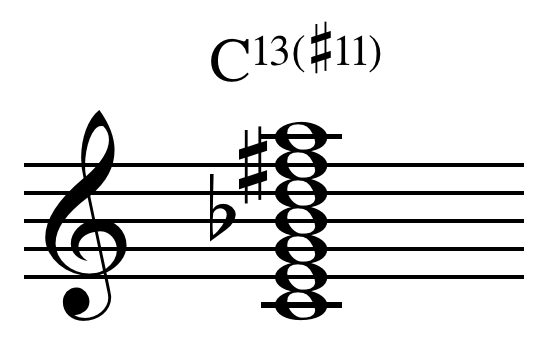
[15] Playⓘ
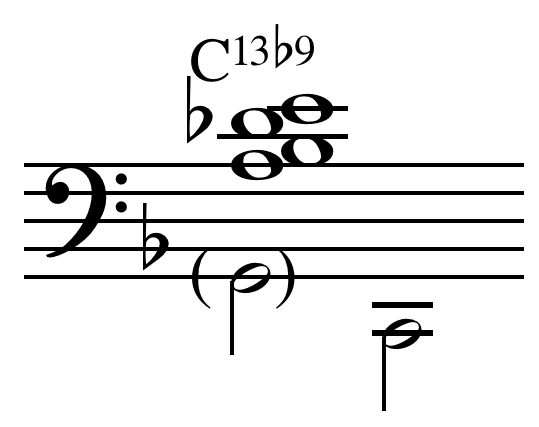
Bass note: C or alternatively G.[16] Playⓘ
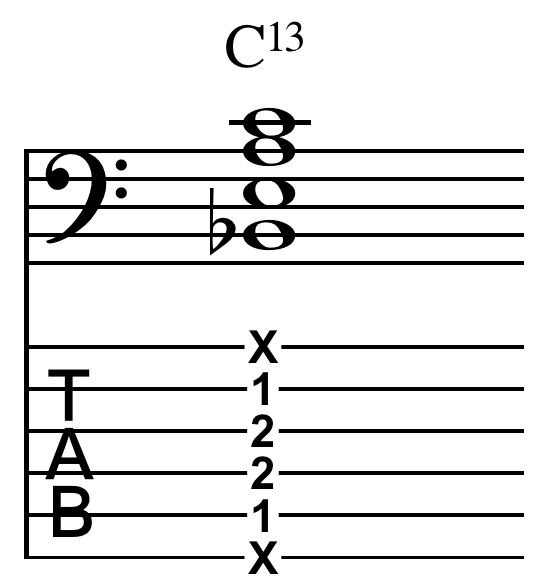
«Обернення терцдецимакорду без квінти, нони і ундецими.»[17][18] Playⓘ
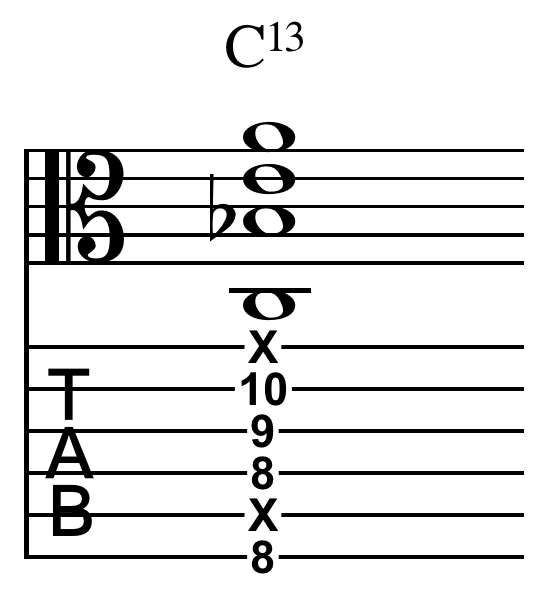
Розташування терцдецимакорду ля виконання на гітарі.[19] Playⓘ
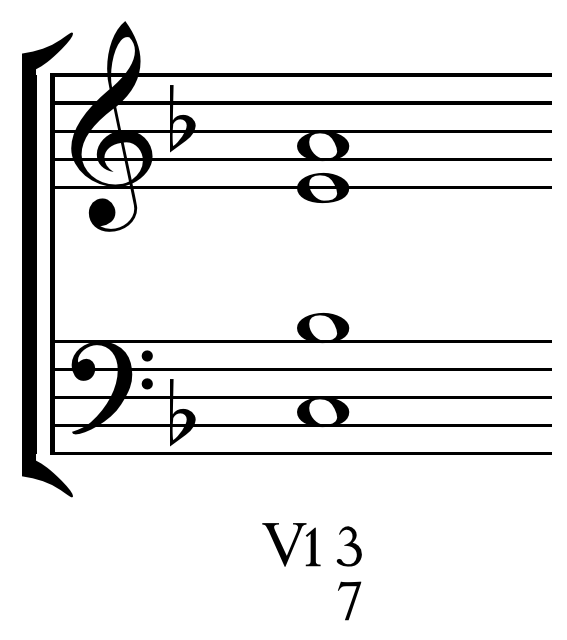
Класичний домінантовий 13-акорд[20] Playⓘ
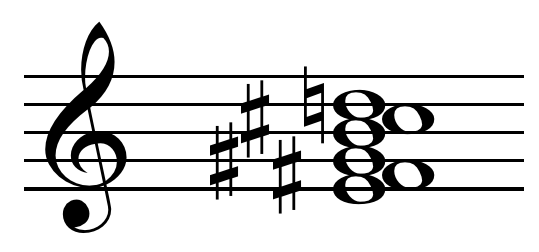
13-акорд, «стиснутий» в одну октаву звучить як дисонанс[8] tone cluster. Playⓘ
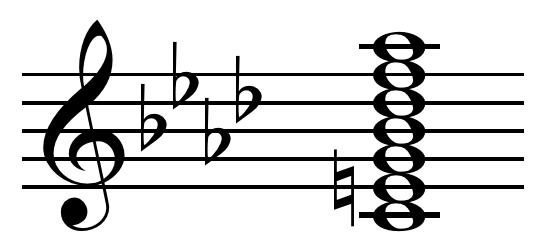
A dominant thirteenth in F minor. Playⓘ